# Agrupació de Basquetbol de Catalunya
L'Agrupació de Basquetbol de Catalunya (originàriament Agrupació de Basket-ball de Catalunya) fou una entitat privada sense afany de lucre dedicada a la pràctica del basquetbol dins el territori català durant els anys de la Segona República.

## Història
L'any 1932, el BB Montserrat de l'Ateneu Montserrat d'Hostafrancs, es va donar de baixa de la Federació Catalana en no poder afrontar les despeses econòmiques que li suposava. Aquest mateix any publicà a la premsa una nota en busca de clubs de basquetbol per organitzar una associació.
| «                              | Es prega a totes les entitats, societats, agrupacions penyes que practiquen el bell esport del basket-ball, i que no estiguin sotmeses a la Federació Catalana, ja sigui per manca de temps reglamentari o per qualsevol altre motiu, que enviïn Ilur nom i domicili al B.B. Montserrat, carrer de Torre Damians, 6, quan més aviat millor, per assabentar-los d'un assumpte que els interessa. | » |
| — BB Montserrat, La Publicitat | |   |

Aconseguí reunir deu clubs que formaren una nova entitat anomenada Agrupació de Basketball de Catalunya. La nova associació tenia com a objectiu agrupar aquells clubs que no podien satisfer les despeses d'ingrés, arbitratge i desplaçaments que exigia la Federació, per la qual cosa esdevingué una entitat amb una visió de l'esport més popular, formada pels equips més modests. D'aquesta manera entre els afiliats es trobaren penyes i associacions culturals o esportives, que a més del basquet es dedicaven a d'altres activitats. Alguns exemples foren el BB Montserrat de l'Ateneu Montserrat d'Hostafrancs (més tard anomenat Bàsquet Ateneu Montserrat - BAM), el Renaixement BB de l'Agrupació Escolar de l'Institut Montserrat de Sants (més tard federat amb el nom Bàsquet Institució Montserrat - BIM), la Biblioteca Popular de Montgat (finalista de la Copa espanyola als anys quaranta amb el nom UE Montgat), el Centre Esportiu Badaloní (l'actual Club Joventut de Badalona) o el CADCI de Sabadell.
Inicialment la Federació considerà l'Agrupació com una entitat rival i prohibí els seus associats disputar partits amistosos amb els de l'Agrupació, fins que el 15 de desembre de 1933 ambdues entitats arribaren a un pacte pel qual els club de l'Agrupació foren considerats adherits a la Federació, amb la possibilitat d'assistir a les assemblees amb veu, però sense vot, i amb la llibertat de cada entitat d'organitzar les seves competicions.
En total, l'Agrupació organitzà quatre campionats entre 1933 i 1936. Després de la guerra civil, el nou règim agafà el control de tot l'esport, deixant sense cabuda qualsevol associació de caràcter privat i l'Agrupació desaparegué.

## Historial
| En negreta = Equip guanyador (1) = Nombre de campionats |

| Edició | Data | Campió                         | Subcampió                   |
| ------ | ---- | ------------------------------ | --------------------------- |
| I      | 1933 | BB Montserrat (1)              | Centre Excursionista Natura |
| II     | 1934 | BB Montserrat (2)              | Centre Excursionista Natura |
| III    | 1935 | Biblioteca Popular Montgat (1) | Renaixement BB              |
| IV     | 1936 | Renaixement BB (1)             | UGE Badalona                |

## Edicions

### Equips participants
| 1933                                       | 1934                        | 1935                         | 1936                                    |
| ------------------------------------------ | --------------------------- | ---------------------------- | --------------------------------------- |
| Basket Ball Montserrat                     | Basket Ball Montserrat      | Basket Ball Montserrat       | Basket Ball Montserrat                  |
| Agrupació Escolar de l'Institut Montserrat | Renaixement Basket Ball     | Renaixement Basket Ball      | Renaixement Basket Ball                 |
| Penya Els Aligots                          | Àligues Blaves              | Àligues Bàsquet Club         | Àligues Bàsquet Club                    |
| Biblioteca Popular Montgat                 | Biblioteca Popular Montgat  | Biblioteca Popular Montgat   |                                         |
| C.D. Sabadell                              | C.A.D.C.I. Sabadell         | Bàsquet Club Sabadell        |                                         |
| Centre Excursionista Natura                | Centre Excursionista Natura |                              | Centre Excursionista Natura             |
| Centre Excursionista Montseny              |                             |                              | Centre Excursionista Montseny           |
| Sagrat Cor Basket Ball                     |                             |                              |                                         |
| Penya Estrellats                           |                             |                              |                                         |
| Penya Els Deu                              |                             |                              |                                         |
|                                            | Penya Atlètica Martinenca   | Joventut Atlètica Martinenca | Joventut Atlètica Martinenca            |
|                                            |                             | Centre Esportiu Badaloní     | Centre Esportiu Badaloní                |
|                                            |                             |                              | Unió Gimnàstica i Esportiva de Badalona |
|                                            |                             |                              | Lliga Catalana                          |
|                                            |                             |                              | Joventut Flequera                       |

### Primera edició 1933
El campionat es disputà entre gener i juny de 1933 amb la participació de 10 equips. AEI Montserrat i Els Aligots es retiraren de la competició. La classificació final fou:
| Pos | Equip             | PTS |
| --- | ----------------- | --- |
| 1   | BB Montserrat     | 32  |
| 2   | CE Natura         | 32  |
| 3   | CD Sabadell       | 25  |
| 4   | CE Montseny       | 21  |
| 5   | BP Montgat        | 20  |
| 6   | Penya Els Deu     | 18  |
| 7   | Penya Estrellats  | 14  |
| 8   | Sagrat Cor BB     | 12  |
| -   | AEI Montserrat    | -   |
| -   | Penya Els Aligots | -   |

Els dos primers classificats disputaren un partit de desempat per decidir el campió.
| BB Montserrat | 16 - 8 | CE Natura |
| ------------- | ------ | --------- |
|               |        |           |

### Segona edició 1934
El campionat es disputà entre desembre de 1933 i abril de 1934 amb la participació de 7 equips. El BB Montserrat repetí com a campió. La classificació final fou:
| Pos | Equip          | PTS |
| --- | -------------- | --- |
| 1   | BB Montserrat  | 22  |
| 2   | CE Natura      | 18  |
| 3   | PA Martinenca  | 15  |
| 4   | Renaixement BB | 10  |
| 5   | BP Montgat     | 8   |
| 6   | CADCI Sabadell | 7   |
| 7   | Àligues Blaves | 4   |

### Tercera edició 1935
El campionat es disputà entre gener i maig de 1935 amb la participació de 7 equips. L'equip de la Biblioteca Popular de Montgat guanyà el seu primer títol. La classificació final fou:
| Pos | Equip          | PTS |
| --- | -------------- | --- |
| 1   | BP Montgat     | 17  |
| 2   | Renaixement BB | 16  |
| 3   | BB Montserrat  | 15  |
| 4   | BC Sabadell    | 14  |
| 5   | JA Martinenca  | 12  |
| 6   | CE Badaloní    | 6   |
| 7   | Àligues BC     | 4   |

### Quarta edició 1936
El campionat de l'Agrupació es disputà entre desembre de 1935 i abril de 1936 i tornà a comptar amb la participació de 10 equips que es dividiren en dos grups de cinc.
| Grup 1         |  | Grup 2            |
| -------------- |  | ----------------- |
| Renaixement BB |  | BB Montserrat     |
| UGE Badalona   |  | CE Natura         |
| Àligues BC     |  | CE Montseny       |
| JA Martinenca  |  | Lliga Catalana    |
| CE Badaloní    |  | Joventut Flequera |

Els dos primers de cada grup es classificaren per una ronda final.
La classificació final fou:
| Pos | Equip          | PTS |
| --- | -------------- | --- |
| 1   | Renaixement BB | 12  |
| 2   | UGE Badalona   | 8   |
| 3   | CE Natura      | 4   |
| 4   | BB Montserrat  | 0   |